# Joseph Colomb
Joseph Colomb (Essertines-en-Donzy, 19 marzo 1902 – Lione, 8 giugno 1979) è stato un presbitero, filosofo e teologo francese sulpiciano.
Fu l'autore di un catechismo cattolico noto come Catechismo Progressivo (in francese: Catéchisme progressif), che faceva parte del movimento progressista all'interno della Chiesa cattolica e che ha suscitato dibattiti. È considerato uno dei pionieri della ricerca catechistica.

## Biografia
Joseph Colomb era nativo di Lione e sacerdote sulpiciano. Filosofo e teologo, insegnò filosofia ad Autun e a Lione prima di essere nominato nel 1945 vice-responsabile dell'educazione religiosa di quest'ultima città dal cardinale Pierre Gerlier. È a questo punto che il suo pensiero catechetico divenne noto in Francia e che iniziò a scrivere un'opera di 16 libri composti tra il 1945 e il 1957.
Iniziò fondando a Lione una scuola per catechisti professionisti, la prima in Francia, e pubblicò nel 1950 una serie di manuali di catechesi, il Catechisme Progressif, che fece scalpore e gli valse attacchi da parte dei cattolici tradizionalisti in Francia e una "quasi-condanna" da parte del Sant'Uffizio.
Nel 1954 fu nominato direttore del Centro Nazionale di Educazione Religiosa (CNER). Nel luglio 1957, su ordine del Sant'Uffizio, in seguito a un'iniziativa del pro-segretario cardinale Alfredo Ottaviani, gli fu chiesto di dimettersi dal suo incarico, insieme al direttore dell'Istituto catechistico dell'Institut catholique de Paris e a due catechiste.
Le sue dimissioni divennero effettive nel febbraio 1958. Joseph Colomb, come Mons. Charles de Provenchères - arcivescovo di Aix e responsabile della catechesi - e gran parte dell'episcopato francese non capirono mai le vere ragioni della condanna del Catechismo progressivof. Tuttavia, un numero significativo di vescovi francesi era preoccupato, ritenendo che la nuova pedagogia rischiasse di minare l'insegnamento della sana dottrina cattolica.
Sebbene Joseph Colomb sia oggi considerato, insieme a Josef Jungmann, uno dei principali pensatori del rinnovamento catechistico del secondo terzo del XX secolo, egli rimase comunque sconvolto per tutta la vita da queste accuse, che considerava infondate. Diceva di non aver mai voluto svendere la dottrina cattolica, ma riteneva che il catechismo dell'epoca fosse inadatto a trasmettere la fede. Nel 1962 fu chiamato a Strasburgo per fondare un istituto per la formazione dei catechisti e nel 1967 scrisse un importante libro di riferimento in due volumi, Le service de l'Évangile. Al suo funerale, Mons. Léon-Arthur Elchinger, vescovo di Strasburgo, gli chiese perdono a nome della Chiesa per quanto aveva subito.

## Il Catechismo progressivo

### Contesto
Giuseppe Colombo non fu il fondatore del movimento catechistico in Francia o in Europa. Dall'inizio del XX secolo si erano sviluppate nuove ricerche europee e poi francesi. Prima c'erano sati un rinnovamento pedagogico influenzato dalle teorie della école nouvelle, poi un rinnovamento biblico e infine uno liturgico. Il contributo di Joseph Colomb fu quello di sintetizzare questi diversi movimenti.
Le sue proposte si basavano su una diagnosi. La società francese non era più impregnata di cultura cristiana, che egli chiamò catecumenato sociale. L'ideazione del catechismo da parte di Lutero e dei cattolici nel XVI secolo si basava su questa necessaria premessa. Il catechismo si presentava come la comprensione di una fede vissuta dall'intera società del tempo. Non appena questa fede non permeava più a sufficienza la cultura francese, il catechismo a domande e risposte non poteva più svolgere da solo la sua funzione di trasmissione della fede cattolica. Il compito del catechista divenne complesso. Non si trattava più solo di insegnare la fede, ma anche di aiutare le persone a maturare in quella fede. Così, nel Catechismo progressivo, egli attinse alle risorse bibliche, liturgiche e dogmatiche in uno stile di insegnamento più attivo.

### Nuovo catechismo
Il catechismo progressivo si basa sulla Bibbia e introduce i giovani cattolici all'intera fede cristiana. Aperto all'ecumenismo, ha fornito loro una conoscenza della Bibbia e della liturgia attraverso un approccio pedagogico ispirato sia ai principi della pedagogia attiva sia al rinnovamento catechistico dell'inizio del XX secolo. Il contributo teologico di Colomb è stato quello di intendere la dottrina in tre forme diverse: tutta la verità della fede è contenuta nella Bibbia, ma anche nella liturgia e nella teologia dogmatica, ciascuna in modo diverso.
Joseph Colomb si inserisce nel movimento biblico della catechesi, il cui cammino era stato aperto da catechisti come Germaine Gahery, che già nel 1919 aveva pubblicato La plus belle histoire, percorso sostenuto dal 1923 da Mons. Maurice Landrieux, vescovo di Digione, e proseguito dall'abate Eugène Charles, docente all'École Normale Catholique de Jeunes Filles di Parigi, e dalla sua opera Le catéchisme par l'Evangile, ma anche dai biblisti sulpiziani come i padri Albert Gelin e André Robert.
Joseph Colomb fece anche parte del movimento di rinnovamento liturgico, seguendo le orme di Romano Guardini, Odon Casel e Louis Bouyer. Lavorò anche con Hélène Lubienska de Lenval e Françoise Derkenne a una catechesi più liturgica, che influenzò anche il Catechismo progressivo e la sua opera principale in 3 volumi: Aux sources du catéchisme.
Joseph Colomb attinse ai contributi pedagogici dell'opera di Marie Fargues, a cui fece riferimento nei propri manuali, pur rimanendo meno consensuale di Fargues dal punto di vista dottrinale. In un libro intitolato Plaie ouverte au flanc de l'Église, pubblicato nel 1954, definì i contorni del suo catechismo, che copriva le età dai sette ai quattordici anni. Definì cinque leggi per un vero "insegnamento didattico educativo":
- deve tener conto delle potenzialità del bambino e del ragazzo;
- deve tener conto della natura del messaggio che viene trasmesso;
- deve tener conto dell'obiettivo perseguito, che è una fede viva, capace di agire attraverso la carità;
- presuppone una chiara consapevolezza di quella che è o dovrebbe essere l'esperienza religiosa dell'adulto;
- considera secondaria la questione dei libri di testo, della memoria e del controllo.

### Ricezione
Poiché si appellava anche all'esperienza religiosa, ritenendo che questa mettesse in discussione i dogmi, il catechismo progressista di Joseph Colomb fu indagato dal Sant'Uffizio nel 1957 e a lui fu chiesto di dimettersi. Fu accusato di aver omesso verità soprannaturali fondamentali come il peccato originale, la divinità di Gesù e la sua missione redentrice, accuse che Colomb negò sempre. Esso rendeva secondario il testo del Catechismo nazionale. Il Catechismo progressivo fu il bersaglio dei tradizionalisti e dei vescovi francesi, così come del Sant'Uffizio.
Joseph Colomb fu difeso da alcune figure di spicco dell'episcopato francese, tra cui l'arcivescovo di Aix, Charles de Provenchères, il cardinale Achille Liénart di Lilla e l'arcivescovo di Parigi Maurice Feltin, infastidito dall'atteggiamento dei prelati romani nei confronti della Francia, di cui riteneva non comprendessero la realtà. Il cardinale Pierre-Marie Gerlier di Lione si recò a Roma per difendere l'opera e salvarne le parti essenziali, mentre Jean-Marie Villot, segretario dell'episcopato, si schierò a favore del metodo Colomb. Il suo sostegno portò a un ammorbidimento delle sanzioni romane. Le sue posizioni catechistiche furono rapidamente riabilitate dal Direttorio sulla pastorale catechistica del 1963 (scritto dal cardinale Jean Honoré), che adottò le principali idee di Colomb. Allo stesso modo, le sue opzioni teologiche sulla Bibbia e sulla liturgia furono confermate dal Concilio Vaticano II (1962-1965), in particolare nella costituzione sulla Dei Verbum.

## Opere
Il catechismo progressivo è stato pubblicato in opuscoli dalla Librairie Catholique Emmanuel Vitte e dalla Librairie générales de l'Office Catéchistique (Lione, Parigi):
- Catéchisme progressif de 7 à 9 ans, I - Parlez Seigneur Jésus ! (OCLC 1384320177;
- Catéchisme progressif, II - Dieu parmi nous (OCLC 1400913051; OCLC 495084322);
- Catéchisme progressif, III Avec le Christ Jésus (OCLC 459365554; OCLC 255370905).

Era accompagnato da altri libri:
- Pour un catéchisme efficace (OCLC 459365615):
  - Tomo I:  L'organisation d'un catéchisme (OCLC 1010089255);
  - Tomo II : La vocation de catéchiste, éd. Vitte, 1948 (OCLC 490889281).
- Aux sources du catéchisme. Histoire Sainte et liturgie (OCLC 799571687):
  - Tomo I : Au temps de l'Avent : la promesse (OCLC 1103814575;
  - Tome II : De Noël à Pâques : la vie de Jésus (OCLC 1400709052);
  - Tomo III : De Pâques à l'Avent : le Christ Glorieux et l'histoire de l'Église, Soc. de S. Jean l'Evangéliste, Desclée & Cie, Paris, 1948 (OCLC 1400767421).
- La doctrine de vie au catéchisme (OCLC 799571731, OCLC 489963230):
  - Tomo I:  Vie nouvelle et nouveau royaume (OCLC 889344604);
  - Tomo II: Combat spirituel et soucis de l'Église;
  - Tomo II: Portrait du chrétien et loi de charité (OCLC 953145904), éd. Desclée de Brouwer, 1953 (Tomo III 1954)[senza fonte].
- Plaie ouverte au flanc de l'Église, éd. E. Vitte, 1954 (OCLC 1451538804; OCLC 1009979489);
- Le devenir de la foi, coll. "Croire et comprendre", Le centurion, Paris, 1974 (OCLC 799664656).